# تشارلز جيمس (لاعب كريكت)
تشارلز جيمس (14 سبتمبر 1885 - 28 يوليو 1950) (بالإنجليزية: Charles James)‏ هو لاعب كريكت بريطاني.